# Promonia
Promonia là một chi bướm đêm thuộc họ Noctuidae.